# Діброва (Коростенська міська громада)
Дібро́ва — село в Україні, у Коростенській міській територіальній громаді Коростенського району Житомирської області. Населення становить 148 осіб (2001).

## Історія
12 червня 2020 року, відповідно до розпорядження Кабінету Міністрів України № 711-р «Про визначення адміністративних центрів та затвердження територій територіальних громад Житомирської області», територію та населені пункти Стремигородської сільської ради включено до складу Коростенської міської територіальної громади Коростенського району Житомирської області.